# Atractus nigriventris
Atractus nigriventris är en ormart som beskrevs av Amaral 1933. Atractus nigriventris ingår i släktet Atractus och familjen snokar. Inga underarter finns listade.
Arten förekommer i Colombia i departementet Santander. Honor lägger ägg.